# Croke Park
Il Croke Park (in gaelico Páirc an Chrócaigh e noto anche come Croker) è uno stadio della città di Dublino, capitale dell'Irlanda. Costituisce il quartier generale dalla Gaelic Athletic Association (GAA), la più grande organizzazione sportiva irlandese.
È il più capiente stadio d'Irlanda e tra i più grandi in Europa, potendo accogliere sugli spalti 82.300 persone.
Normalmente dedicato ad accogliere gare di sport gaelici (calcio gaelico, hurling e camogie), dal 2007 al 2009 ha ospitato temporaneamente anche incontri di rugby e calcio. Vi si sono inoltre svolti diversi concerti di artisti internazionali.

## Storia
L'area dello stadio era originariamente occupata dal campo sportivo Jones Road Sportsground, che a seguito della fondazione della GAA, nel 1884, venne usato regolarmente per disputarvi giochi gaelici e gare d'atletica (nel 1896 vi si giocarono entrambi i tornei All-Ireland).
Riconoscendo il potenziale della struttura, il giornalista e membro della GAA Frank Dineen (1862–1916) chiese in prestito circa 3.250 sterline ed acquistò il terreno nel 1908. Nel 1913 la proprietà esclusiva passò alla GAA, che lo rilevò da Dineen per 3.500 sterline. Fu in tale circostanza che il lotto prese il nome di Croke Park, in onore dell'arcivescovo Thomas Croke (1824–1902), uno dei primi patroni della GAA.
Nel 1913 lo stadio era già dotato di due tribune (localizzate ove venne poi edificata la Hogan Stand) ed era circondato da prati tutt'intorno. Nel 1917 venne eretta una collina artificiale d'erba di forma irregolare sul lato settentrionale del campo: essa prese il nome di Hill 16 e venne subito sfruttata per accogliere pubblico, che si accomodava sulla nuda terra. Il campo da quel momento ospitò tutte le principali partite di calcio gaelico e di hurling patrocinate dalla GAA.
Il 21 novembre 1920 Croke Park fu teatro del massacro della "domenica di sangue" (Bloody Sunday), allorché la polizia ausiliaria del Regno Unito entrò sul terreno di gioco durante la partita di calcio gaelico Dublino-Tipperary e iniziò a sparare indiscriminatamente sulla folla, uccidendo 12 spettatori ed il giocatore Michael Hogan. A quest'ultimo, capitano del Tipperary, venne dedicata la Hogan Stand, costruita nel 1924. L'azione violenta era stata condotta come rappresaglia per l'omicidio di una decina di ufficiali di polizia della cosiddetta Cairo Gang, avvenuto per mano della banda di Michael Collins il giorno prima.

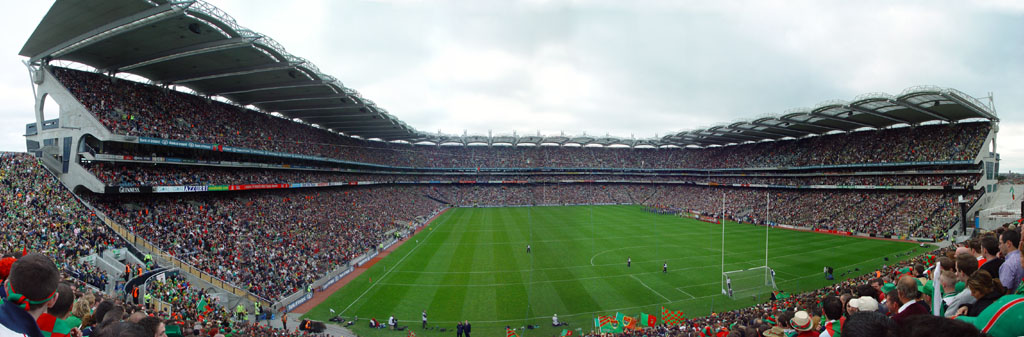
Lo stadio ristrutturato durante l'All-Ireland Senior Football Championship del 2004

Negli anni venti la GAA iniziò ad ampliare e ricostruire le tribune del campo: dopo la Hogan Stand, nel 1927 venne costruita la Cusack Stand (intitolata a Michael Cusack - 1847/1906 -, socio fondatore e primo segretario della GAA). Nel 1936 vennero inaugurate una nuova ulteriore tribuna da 5.000 posti a sedere e la Hill 16 fu rivestita con gradoni di cemento. Nel 1952 venne aggiunta la Nally Stand (in memoria di Paddy Nally, altro socio fondatore della GAA) e nel 1959, per celebrare il settantacinquesimo anniversario della GAA, venne aperta la prima gradinata New Hogan Stand.
La più alta affluenza mai registrata al Croke Park avvenne in occasione dell'All-Ireland Senior Football Final 1961, allorché 90.556 persone affollarono le tribune durante la partita di calcio gaelico Offaly-Down.
Con la ridefinizione dei posti a sedere in Cusack Stand, nel 1966 la capienza venne ridotta a 73.588 unità.

## Progetto dello stadio
Nel 1980 la GAA decise di ristrutturare e incrementare la capacità dello stadio. Nel 1991 venne presentato il progetto, volto alla realizzazione di un impianto da 80.000 posti.
Data l'esigenza degli sport gaelici di disporre di un terreno di gioco dalla superficie molto ampia (ben superiore agli altri sport "da prato") e allo scopo di non lasciare gli spettatori troppo distanti dal campo di gioco, le tribune dei lati ovest, sud ed est vennero strutturate su tre livelli, sfruttando il piano intermedio anche per ricavare servizi al pubblico (ristoranti, bar e sale conferenze).
Il progetto attuato in 4 lotti, "spalmati" su un periodo di 14 anni.
- La prima fase prevedeva la ricostruzione della Cusack Stand: completata nel 1997 con un costo di 35 milioni di sterline irlandesi, portò la tribuna ad estendersi per 180 metri di lunghezza e 35 d'altezza, con una capacità di 25.000 persone e 46 suites.
- La seconda fase iniziò nel tardo 1998 e vide l'estensione della Cusack Stand sull'area della demolita Canal End. Questo nuovo pezzo di spalti assunse il nome di Davin Stand (Maurice Davin fu il primo presidente della GAA).
- La terza fase prevedeva la ricostruzione della Hogan Stand, con suddivisione dei posti tra comuni, sponsor, VIP, stampa e staff. Venne pertanto incluso un nuovo livello per i VIP ed uno per la stampa. Alla conclusione di tale lotto di lavori la capacità totale di Croke Park salì a 69.500 unità.
- La quarta fase, iniziata dopo il settembre 2003, vide la riattazione della Nally Stand e della Hill 16, unite nella gradinata Nally End/Dineen Hill 16, che venne inaugurata ufficialmente dal presidente della GAA Sean Kelly il 14 marzo 2005. Per ragioni logistiche e per assicurare la maggior capienza possibile, l'area si presenta come una gradinata, essendo l'unico spalto dell'impianto non provvisto di seggiolini. A differenza della "vecchia" Hill 16, la nuova gradinata è divisa in sezioni separate: Hill A (confinante con la Cusack Stand), Hill B (dietro le porte) e Nally End (al posto della vecchia Nally Stand). Quest'ultimo lotto ha aggiunto circa 13.000 posti, portando la capienza totale del Croke Park a 82.300 posti.

### Futuro sviluppo
Completate le quattro fasi di ristrutturazione è stato formulato un ulteriore progetto di sviluppo dell'impianto, che include l'estensione della copertura a tutti i settori ovest, est e sud e un ancor più deciso ampliamento della Hill 16.

## Terreno di gioco
Il campo del Croke Park è ricoperto da un tappeto DD GrassMaster Desso, posato nel 2002 e costituito da un misto di erba naturale e fibre sintetiche. Tale soluzione viene impiegata in molti importanti stadi di calcio nel mondo. Dal gennaio 2006 è stato implementato il sistema SGL Concept, creato dalla ditta olandese SGL, che prevede il passaggio sul prato di un ampio carrello a traliccio con montate speciali lampade, che anche nei mesi invernali forniscono all'erba il giusto apporto di luce e calore.

## Uso per sport non gaelici
Per vocazione, il Croke Park è adibito in via quasi esclusiva ad accogliere competizioni di sport gaelici. Uno dei primi eventi esterni a tali discipline tenutosi nell'impianto fu l'incontro di pugilato tra Muhammad Ali e Al Lewis il 19 luglio 1972, finito con la sconfitta per KO tecnico di Lewis nell'undicesimo round.
Data la suddetta tradizione, la possibilità di usare il Croke Park per sport di squadra di origine non gaelica ha suscitato vivaci dibattiti nell'opinione pubblica irlandese: inizialmente essa era apertamente impedita dalle restrittive disposizioni dello statuto GAA, una delle quali (l'articolo 72, in vigore fino ai primi anni settanta) prevedeva l'espulsione di ogni affiliato scoperto a praticare discipline di origine inglese (calcio, rugby o cricket). Tale regola venne poi abolita e sostituita dall'articolo 42, che in maniera generica vietò l'uso delle proprietà GAA per scopi "contrastanti con gli interessi dell'associazione": per molto tempo infatti era diffusa convinzione che rugby e calcio fossero in competizione con calcio gaelico e hurling, e che l'ammissione al Croke Park di sport minori o comunque di origine alloctona potesse avere effetti dannosi per i giochi celtici, intaccandone popolarità e numero di praticanti. Considerato che tale concorrenza non aveva riscontro nella realtà (in quanto la popolarità degli sport gaelici si era comunque sviluppata e consolidata senza ridurre quella degli altri sport e viceversa), il 16 aprile 2005 venne approvata una mozione per sospendere temporaneamente l'articolo 42 e conferire al consiglio della GAA il potere di autorizzare l'affitto o il leasing del Croke Park per eventi non controllati dall'associazione.
Già nel 1997, tuttavia, lo stadio aveva accolto un evento sportivo di squadra non legato all'ambito gaelico: l'incontro Pittsburgh Steelers-Chicago Bears valido per l'American Bowl, competizione prestagionale tra squadre di football americano della NFL. Perché tuttavia il "veto" nei confronti degli sport "inglesi" venisse a cadere del tutto occorse attendere il 2006, allorché il vecchio e fatiscente Lansdowne Road - stadio dublinese adibito alla disputa delle partite di calcio e rugby – venne chiuso, demolito e ricostruito (divenendo Aviva Stadium). La federcalcio e la federrugby irlandese chiesero quindi alla GAA il permesso per le rispettive nazionali di giocare temporaneamente al Croke Park. La richiesta venne accolta dal consiglio con 227 suffragi a favore e 97 contrari (ovvero 11 voti più della maggioranza richiesta di due terzi).
Pertanto tra il 2006 e il 2007 il Croker "aprì le porte" a due partite del Sei Nazioni e tre gare internazionali di calcio: il primo evento di uno sport di origine inglese disputato fu la partita di rugby Irlanda-Francia, l'11 febbraio 2007; nell'occasione lo stadio registrò il tutto esaurito sulle tribune. Le nazionali di rugby e calcio continuarono ad avvalersi del Croke Park fino al 2009, quando l'Aviva Stadium venne ultimato e inaugurato.
Negli anni precedenti la GAA aveva bensì negato la concessione del Croke Park per accogliere alcune partite del campionato europeo di calcio del 2008, cui l'Irlanda meditava di candidarsi insieme alla Scozia. Anche in virtù di ciò, la candidatura non ebbe poi seguito. Il permesso fu invece accordato alla IRFU per proporre l'Irlanda quale nazione ospitante del mondiale di rugby del 2023: anche questa candidatura non andò a buon fine.
Nel 2025 ospiterà l'NFL Irland Game, la prima partita di football americano della stagione regolare della National Football League (NFL) in terra irlanderse.

## Eventi non sportivi
A partire dal 1985, l'impianto ha ospitato vari concerti di star internazionali, tra cui gli U2, i Take That, Céline Dion, i One Direction, Ed Sheeran, Beyoncé, Bruce Springsteen, Taylor Swift e i Westlife.

## NFL American Bowl
| Dublino 27 luglio 1997 | Pittsburgh Steelers | 30 – 17 | Chicago Bears | Croke Park |